# Fillmore (Utah)
Fillmore – miasto w Stanach Zjednoczonych, w stanie Utah, w hrabstwie Millard.